# Turnir (teorija grafov)
Turnír je v teoriji grafov usmerjeni graf (digraf) tvorjen z določitvijo smeri vsake povezave v neusmerjenem polnem grafu. To pomeni, da je usmerjeni graf, v katerem je vsak par njegovih točk povezan z eno usmerjeno povezavo.
Mnogo pomembnih značilnosti turnirjev je prvi raziskoval Landau med modeliranjem relacije nadvlade pri jati kokoši. Trenutne uporabe turnirjev med drugim vključujejo raziskovanje teorije glasovanja in teorije družbene izbire. Ime turnir izhaja iz takšne predstavitve grafov kot izida krožnega sistema v katerem vsak igralec igra z drugim igralcem točno enkrat, in v katerem ni žrebanja. V usmerjenem grafu turnirja točke odgovarjajo igralcem. Povezava med vsakim parom igralcev je usmerjena od zmagovalca k poražencu. Če igralec {\displaystyle a} premaga igralca {\displaystyle b}, potem rečemo, da {\displaystyle a} prevladuje nad {\displaystyle b}.

## Poti in cikli
Vsak turnir na končnem številu {\displaystyle n} točk vsebuje Hamiltonovo pot, kar pomeni, da je usmerjen na vseh {\displaystyle n} točkah. To se lahko preprosto pokaže z indukcijo na {\displaystyle n}: predpostavimo, da izjava velja za {\displaystyle n}, in upoštevajmo turnir {\displaystyle T} na {\displaystyle n+1} točkah. Izberimo točko {\displaystyle v_{0}} iz {\displaystyle T} in obravnavajmo usmerjeno pot {\displaystyle v_{1},v_{2},\ldots ,v_{n}} v {\displaystyle T\setminus \{v_{0}\}}. Naj je sedaj {\displaystyle i\in \{0,\ldots ,n\}} največji, da bo za vsak {\displaystyle j\leq i} obstajala usmerjena povezava iz {\displaystyle v_{j}} v {\displaystyle v_{0}}. Potem je:
{\displaystyle v_{1},\ldots ,v_{i},v_{0},v_{i+1},\ldots ,v_{n}\!\,}
želena usmerjena pot. Takšno razmišljanje da tudi algoritem za iskanje Hamiltonove poti. Znani so učinkovitejši algoritmi, ki zahtevajo pregledovanje le {\displaystyle \ O(n\log n)} točk..
To nakazuje, da ima krepko povezani turnir Hamiltonov cikel. Velja še naprej, da je vsak krepko povezani turnir točkovno pancikličen: za vsako točko v in za vsak k v območju od tri do števila točk v turnirju obstaja cikel dolžine k, ki vsebuje točko containing v. Če je turnir 4‑povezan, se lahko vsak par točk poveže s Hamiltonovo potjo.